# 松ノ里直市
松ノ里 直市（まつのさと なおいち、1909年11月29日 - 1985年1月26日）は、青森県五所川原市出身で出羽海部屋に所属した大相撲力士。本名は工藤 直市。身長は177cm、 体重は113kg。最高位は西前頭3枚目（1942年5月場所）。得意手は右四つ、寄り。

## 経歴
1926年1月場所に初土俵を踏む。その後、1932年1月の春秋園事件で天竜、大ノ里らにつき協会を脱退、翌年設立の関西角力協会にも参加した。
関西角力協会では幕内で活躍した。関西角力協会の解散後に帰参し、1938年1月場所に三段目筆頭格から再出発。その場所で10勝2敗の好成績を挙げ、翌5月場所には幕下に復帰して優勝を果たした。1939年1月場所は十両に昇進して9勝4敗の成績を挙げて、翌5月場所で新入幕を果たし、12勝3敗の好成績を挙げた。勝ち味が遅かったことや入幕当時の年齢が29歳と遅かったため三役入りはできなかったが、1944年1月場所6日目には横綱・双葉山をちょん掛けで倒し連勝を36でストップさせる大金星を挙げることもあった。1945年6月場所限りで廃業した。その後は故郷で旅館やアパートを経営した。

## 主な成績
- 通算成績：117勝87敗11休 勝率.574
- 幕内成績：85勝81敗11休 勝率.512
- 現役在位：18場所
- 幕内在位：13場所
- 金星：1個（双葉山1個、1944年1月場所）
- 各段優勝
  - 幕下優勝：1回 (1938年5月場所)
  - 三段目優勝：1回 (1930年1月場所)

### 場所別成績
| 1926年 （大正15年） | （前相撲）              | x                  | （前相撲）             | x                  |
| 1927年 （昭和2年） | （前相撲）              | 序ノ口 –           | 西序ノ口24枚目 4–2     | 東序ノ口20枚目 2–2 |
| 1928年 （昭和3年） | 西序二段31枚目 3–3      | 東序二段30枚目 5–1 | 東序二段23枚目 5–1     | 東序二段23枚目 0–1 |
| 1929年 （昭和4年） | 東三段目20枚目 4–2      | 東三段目20枚目 4–2 | 東幕下30枚目 2–4       | 東幕下30枚目 2–4   |
| 1930年 （昭和5年） | 東三段目14枚目 優勝 6–0 | 東三段目14枚目 3–3 | 東幕下21枚目 3–3       | 東幕下21枚目 4–2   |
| 1931年 （昭和6年） | 西幕下9枚目 1–5         | 西幕下9枚目 2–4    | 東幕下33枚目 5–1       | 東幕下33枚目 3–3   |
| 1932年 （昭和7年） | 西幕下14枚目 – 脱退     | x                  | x                      | x                  |
| 1933年 （昭和8年） | x                       | x                  | x                      | x                  |
| 1934年 （昭和9年） | x                       | x                  | x                      | x                  |
| 1935年 （昭和10年） | x                       | x                  | x                      | x                  |
| 1936年 （昭和11年） | x                       | x                  | x                      | x                  |
| 1937年 （昭和12年） | x                       | x                  | x                      | x                  |
| 1938年 （昭和13年） | 西三段目付出筆頭 10–2   | x                  | 東幕下5枚目 優勝 7–0   | x                  |
| 1939年 （昭和14年） | 東十両4枚目 9–4         | x                  | 東前頭14枚目 12–3      | x                  |
| 1940年 （昭和15年） | 西前頭4枚目 0–4–11      | x                  | 西前頭17枚目 10–5      | x                  |
| 1941年 （昭和16年） | 東前頭11枚目 6–9        | x                  | 東前頭15枚目 7–8       | x                  |
| 1942年 （昭和17年） | 西前頭16枚目 11–4       | x                  | 西前頭3枚目 7–8        | x                  |
| 1943年 （昭和18年） | 東前頭8枚目 7–8         | x                  | 西前頭11枚目 8–7       | x                  |
| 1944年 （昭和19年） | 東前頭9枚目 6–9 ★       | x                  | 西前頭10枚目 5–5       | 西前頭10枚目 6–4   |
| 1945年 （昭和20年） | x                       | x                  | 東前頭5枚目 引退 0–0–7 | x                  |
| 各欄の数字は、「勝ち-負け-休場」を示す。 優勝 引退 休場 十両 幕下 三賞：敢=敢闘賞、殊=殊勲賞、技=技能賞 その他：★=金星 番付階級：幕内 - 十両 - 幕下 - 三段目 - 序二段 - 序ノ口 幕内序列：横綱 - 大関 - 関脇 - 小結 - 前頭（「#数字」は各位内の序列） |                         |                    |                        |                    |

### 幕内対戦成績
| 力士名 | 勝数 | 負数 | 力士名   | 勝数 | 負数 | 力士名   | 勝数 | 負数 | 力士名 | 勝数 | 負数 |
| ------ | ---- | ---- | -------- | ---- | ---- | -------- | ---- | ---- | ------ | ---- | ---- |
| 青葉山 | 1    | 3    | 旭川     | 2    | 1    | 葦葉山   | 2    | 0    | 東冨士 | 0    | 2(1) |
| 有明   | 1    | 0    | 大熊     | 1    | 1    | 大潮     | 0    | 1    | 大浪   | 2(1) | 1    |
| 大ノ海 | 1    | 0    | 大ノ森   | 2    | 0    | 小戸ヶ岩 | 3    | 0    | 柏戸   | 2    | 2    |
| 桂川   | 1    | 0    | 金湊     | 3    | 1    | 神風     | 2    | 2    | 清美川 | 1    | 3    |
| 九ヶ錦 | 3    | 5    | 高津山   | 3    | 0    | 小嶋川   | 1    | 0    | 琴錦   | 1    | 0    |
| 小松山 | 3    | 2(1) | 佐賀ノ花 | 4    | 3    | 佐渡ヶ嶋 | 3    | 0    | 鯱ノ里 | 5    | 1    |
| 斜里錦 | 1    | 0    | 立田野   | 1    | 0    | 楯甲     | 1    | 4    | 玉ノ海 | 1    | 5    |
| 鶴ヶ嶺 | 4    | 1    | 照國     | 1    | 2    | 輝昇     | 0    | 4    | 十勝岩 | 1    | 1    |
| 巴潟   | 2    | 0    | 名寄岩   | 0    | 5    | 羽黒山   | 1(1) | 5    | 盤石   | 3    | 0    |
| 番神山 | 1    | 0    | 備州山   | 1    | 1    | 常陸海   | 1    | 0    | 広瀬川 | 1    | 0    |
| 二瀬川 | 3    | 4    | 双葉山   | 1    | 5    | 双見山   | 1    | 1    | 不動岩 | 0    | 1    |
| 前田山 | 1    | 3    | 松浦潟   | 0    | 3    | 緑國     | 1    | 0    | 若潮   | 4    | 2    |
| 若瀬川 | 1    | 0    | 若港     | 3    | 5    |          |      |      |        |      |      |

## 改名歴
- 工藤 直市（くどう なおいち）：1926年1月場所-1929年9月場所
- 松ノ里 直市（まつのさと なおいち）：1930年1月場所-1945年6月場所